# Jens Immanuel Baggesen
Jens Immanuel Baggesen (15. února 1764, Korsør – 3. října 1826, Hamburk) byl dánský preromantický básník.

## Život
Pocházel z chudé pietistické rodiny a již od dvanácti let musel pracovat. Díky vytrvalosti se mu podařilo získat vzdělání a od roku 1782 studoval na univerzitě v Kodani. Žil zde ve velice skromných podmínkách, až v něm vydavatel časopisu Minerva Christen Henriksen Pram rozpoznal veliký talent, a začal jej podporovat. Po vydání své první básnické sbírky Comiske Fortællinger (1785, Komické příběhy), obsahující humorné parafráze slavných básní a mýtů, se rázem stal uznávaným básníkem.

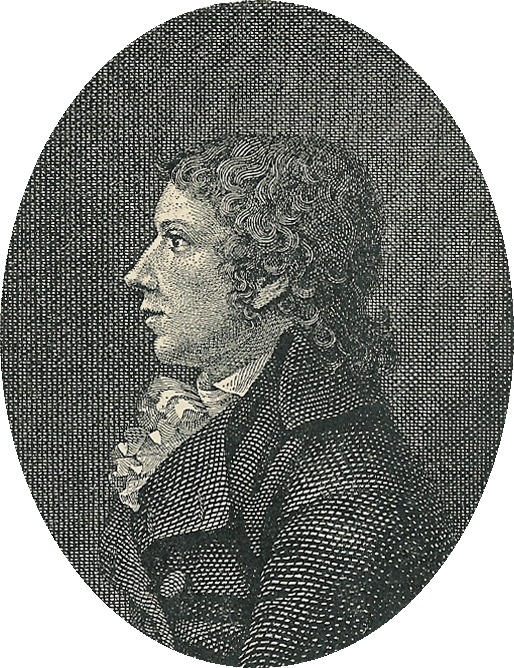
Jens Immanuel Baggesen

Roku 1789 opustil Dánsko a s podporou vlády cestoval po Německu, Švýcarsku, Francii (zde uvítal Francouzskou revoluci), Anglii a Itálii a seznámil se s mnoha významnými lidmi. V té době začal také psát německy. Od roku 1800 žil se svou rodinou v Paříži, v letech 1811–1814 byl profesorem dánské literatury na univerzitě v Kielu. Svá díla publikoval střídavě dánsky a německy.
Byl dvakrát ženat. Roku 1790 se v Bernu oženil se Sophií von Haller. Dva roky po její smrti se roku 1799 oženil podruhé s Fanny Reybazovou. Po smrti své druhé ženy a jejich syna roku 1822 těžce onemocněl. Postupně ztratil přízeň čtenářů i vlivných přátel a měl dluhy, pro které byl dokonce uvězněn. Poslední měsíce života strávil v Karlových Varech, Teplicích a Mariánských Lázních, ale léčení nebylo úspěšné. Zemřel na cestě do vlasti v Hamburku a pochován byl v Kielu.
Jeho dílo se pohybuje na rozhraní klasicismu a romantismu. Je ovlivněno stylem Laurence Sterna a citovostí Jeana-Jacquese Rousseaua, Do dánské literatury vnesl rýmovaný dopis a cestopis jako dílo, které kromě popisu zážitků z cesty přináší krajně individuální sebevyjádření a sebepoznání. Jeho dramatická polemika s básníkem Adamem Oehlenschlägerem o smyslu básnictví a romantismu měla zásadní význam pro formování estetických názorů Johana Ludviga Heiberga.

## Výběrová bibliografie

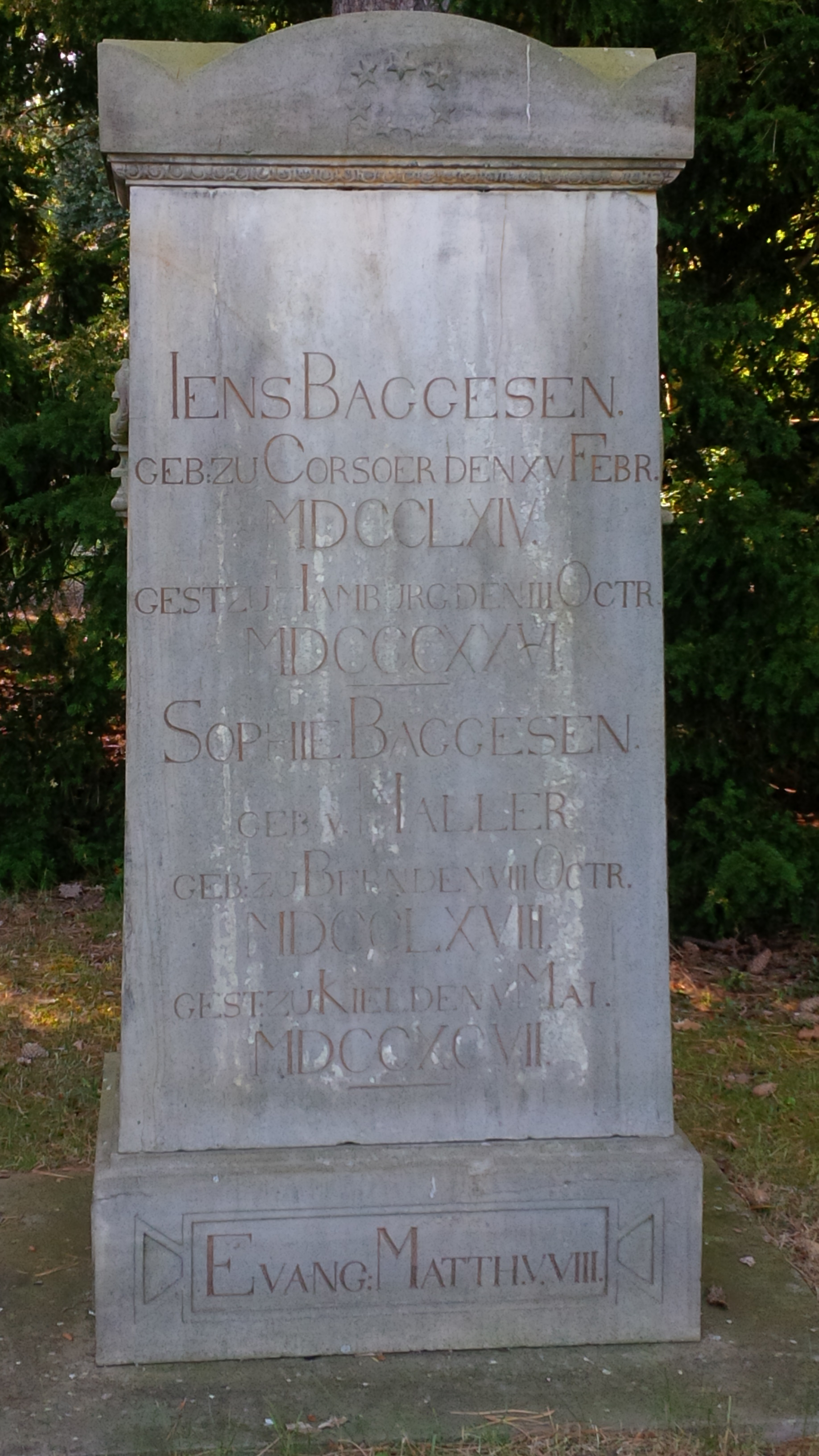
Baggesenův hrob v Kielu

- Comiske Fortællinger (1785, Komické příběhy), humorné veršované parafráze slavných básní a mýtů ve stylu Christopha Martina Wielanda.
- Holger Danske (1789), zpěvohra o hrdinovi chansons de geste Ogierovi Dánském, která byla podrobena ostré kritice z nacionalistických kruhů a Peter Andreas Heiberg na ni dokonce napsal parodii.
- Labyrinthen (1792-1793, Labyrint), lyricko-epický popis cesty Evropou a zároveň vylíčení intelektuálního zrání jedince, napsaný ve stylu Laurence Sterna.
- Parthenaïs oder die Alpenreise (1803, Parthenaïs aneb Alpská cesta), německy v hexametrech napsaný idylický epos s motivy z řecké mytologie, ve kterém se mladý básník zamiluje do jedné z mladých dívek, které doprovází na vysokohorském výletě (inspirováno skutečným výletem s jeho ženou Sophií a jejím dvěma přítelkyněmi).
- Rimbreve (1807, Veršované dopisy).
- Adam und Ewa (1826, Adam a Eva), báseň.